# Miriam Cooper
Miriam Cooper, właśc. Vilma Konsics Bánky (ur. 7 listopada 1891 w Baltimore, zm. 12 kwietnia 1991 w Charlottesville) – amerykańska aktorka filmowa, której kariera przypadła na okres kina niemego.

## Życiorys
Rozgłos osiągnęła przede wszystkim dzięki filmowi Narodziny narodu w reżyserii Davida Warka Griffitha. Z kariery aktorskiej zrezygnowała w roku 1923.

## Filmografia
- 1915 – Narodziny narodu
- 1916 – Nietolerancja